# Ендрю Ліндсей
Ендрю Ліндсей  (англ. Andrew Lindsay, 25 березня 1977) — британський веслувальник, олімпійський чемпіон.

## Виступи на Олімпіадах
| Олімпіада   | Дисципліна                     | Місце |
| ----------- | ------------------------------ | ----- |
| Сідней 2000 | вісімка розстібна зі стерновим | 1     |

## Зовнішні посилання
- Досьє на sport.references.com [Архівовано 30 березня 2013 у Wayback Machine.]

1. ↑  Lindsay Andrew
2. 1 2 3 4 5 6  Lundy D. R. The Peerage